# Краљица ваздуха и таме
Краљица ваздуха и таме (енгл. The Queen of Air and Darkness) је фантастични роман британског писца Т. Х. Вајта, који представља други део тетралогије Краљ бивши и будући. Наставља причу о новокрунисаном краљу Артуру, који је још увек под туторством мудрог Мерлина, његовом рату против краља Лота, а такође уводи у причу клан Оркни, групу ликова који ће изазвати коначан пад краља.
Оригинална друга књига у низу била је Вештица у шуми, објављена 1939. године. Она има исту генералну радњу као Краљица ваздуха и таме, али је знатно дужа и већина текста је другачија.

## Радња
Роман почиње са четворицом дечака са Оркнија, Гавејном, Агравејном, Гахерисом и Гаретом, који причају приче касно у ноћ. Док причају, постаје јасно да гаје велико поштовање и љубав према својој мајци, прелепој краљици Моргоз, иако се она не посвећује у потпуности мајчинству, већ има жељу да разуме и откључа своје магијске моћи док њен муж, краљ Лот, креће у рат против краља Артура. Такође се сатнаје да је Артуров отац, Утер Пендрагон, силовао Моргозину мајку, Игрејн, што чини Моргоз Артуровом полусестром (иако нико још није свестан ове чињенице осим Мерлина, који је заборавио да то каже Артуру).
Артура још увек подучава Мерлин, иако се однос између њих двојице променио. Уместо да Мерлина види као свемоћног мудраца, Артур га кроз роман третира пре као пријатеља. Упркос томе, Мерлин и даље покушава да научи Артура како да створи савршено друштво у свом новоформираном краљевству. Артур није претерано заинтересован и радије би водио ратове него бринуо о сељанима.
Назад на Оркнијским острвима, четворици дечака је досадно и траже причу од свог учитеља, Светог Тоирдхилбаха, доста другачијег учитеља из Мерлина. Он им прича причу, али се брзо изнервира на дечаке и прети да ће их ударити шилејлом ако га не оставе на миру. Док дечаци шетају плажом након посете учитељу, сер Гримор Гримурсум и краљ Пелинор стижу на обалу у магичном броду. Заједно са њима је и сараценски витез по имену сер Паломид. Њих тројица су претходно били у Фландрији где се Пелинор заљубио у ћерку фландријске краљице. Витезови су потом ушли у брод и нису могли да га окрену, због чега је Пелинор постао толико измучен љубављу да више не жели да лови Чудовишну звер.
Артур се спрема за битку против Лотових гелских ратника и почиње да прихвата идеју витештва. Он открива Мерлину да планира да угуши Лотову побуну, а затим да искористи своју моћ да спроведе правду широм свог краљевства.
Моргоз је задовољна што су се три неспретна витеза искрцала јер немају појма да је Енглеска у рату са Оркнијем. Она искоришћава њихово незнање и покушава да их натера да се заљубе у њу. Позива витезове у лов на једнороге, али не успевају да улове ни једног. Дечаци се консултују са Светим Тоирдхилбахом, а затим покушавају да ухвате живог једнорога како би га довели својој мајци. Скоро да успеју, али Агравејн убија једнорога у налету беса. Остала три брата су љута јер верују да им је Агравејн уништио шансе да добију награду од своје мајке; само Гарету је жао једнорога. Моргоз није задовољна што су успели тамо где она није и наредила је да се ишибају.
На равницама Бедегрејн, Артур се припрема за битку. Он објављује своју идеју о Округлом столу и Мерлин га обавештава да један други краљ има такав сто. Овај краљ је Леодегранс, отац Артурове будуће супруге, Гиневре. Сер Кеј каже да верује да, ако ће рат помоћи покореном народу да живи бољим животом, они треба да буду покорени. Мерлин га љутито обавештава да постоји извесни Аустријанац који дели Кејове ставове и који је „увалио свет у крвави хаос”.
Сер Паломид и сер Гримор, забринути због љубави краља Пелинора, планирају да се преруше у Чудовишну звер и намаме га да је јури. Њихов план се изјалови када се појави права Чудовишна звер и почне да их јури. Проводе ноћ ухваћени на пола литице.
Моргоз, фрустрирана што се витезови нису заљубили у њу, одлучује да су јој њени дечаци важнији. Гарет жури да каже својој браћи да их она воли и открива да се Гавејн и Агравејн жустро свађају. Агравејн жели да пошаље писмо Лоту, обавештавајући га о три витеза и Моргозиним плановима да га превари. Гавејн се разбеснео том идејом, сматрајући је издајом њихове мајке. Свађа се завршава када Агравејн запрети Гавејну скривеним ножем, а Гавејн га умало убије.
Мерлин зна да је његовом времену са Артуром скоро дошао крај, јер ће ускоро бити затворен на хиљаду година. Артур је узнемирен и пита зашто Мерлин не може да избегне затвор који га чека, а овај му прича параболу да објасни да нико не може побећи од судбине. Он такође упозорава Артура на Гиневру и Ланселота, али Артур је превише тужан због Мерлиновог предстојећег одласка да би то упозорење примио к срцу.
Рано следећег јутра краљ Пелинор шета сам по плажи када угледа Паломида и Гримора заглављене на литици, а Звер која их чека испод. Објашњава да се Звер заљубила у њих, јер она мисли да су њих двојица у костиму други припадник њене врсте, и он одбија да убије створење. Уместо тога, он је држи притиснутим док Гримор и Паломид беже у Моргозин замак. Пелинор се поново налази са Гицом, ћерком краљице Фландрије. Враћа се у замак и открива да Чудовишна звер чека напољу. Мерлин започиње своје путовање да пронађе Нимуе и пролази поред њих. Он саветује пар витезова да психоанализују Чудовишну звер. Они то и чине, али се њихов труд изјалови и Чудовишна звер се заљубљује у сер Паломида. Пелинор тада одустаје од јурњаве Звери и сер Паломид преузима његово бреме.
Артур се суочава са Лотом у бици која ће одредити ко ће владати Британијом. Артур током ноћи савладава Лота из заседе, упркос томе што Лот има већи број војника. Супротно витешком кодексу, он такође прво напада непријатељске витезове уместо пешадије. Артур схвата да је погрешно клати сељане ради забаве витезова, као што је Мерлин инсистирао у својим лекцијама. Уз помоћ француских племића, Бана и Борса, Артур добија битку.
Поражени Лот се враћа кући, а три енглеска витеза шокирана су сазнањем да је Оркни био у рату са Енглеском. Моргоз одлази на југ у Енглеску како би се помирила са Енглезима и са собом доводи своје синове и тројицу витезова. Артур обавља венчање Гице и Пелинора, кога се радо сећа као првог витеза којег је упознао. У исто време, Свети Тоирдхилбах се такође жени. Након церемоније Моргоз заводи Артура и затрудни. Тада се Мерлин, далеко у Северном Хамберланду, сећа да је заборавио да каже Артуру да је Моргоз била његова полусестра, тако да је Артурова прељуба такође била инцест. Моргоз остаје трудна са Мордредом, који ће једног дана доћи да уништи краљевство свог оца.

## Наслов
Наслов потиче из једне песме А. Е. Хаусмана. Односи се на Моргоз, краљицу вештицу са Оркнијских острва. Она има четири сина, али не мари за њих и више воли своју магију.

## Вештица у шуми
Краљица ваздуха и таме је суштински другачија књига од Вештице у шуми, и обухвата мање од половине њене дужине. Општи заплет је сличан, али тон је мрачнији и насилнији, а многи детаљи су другачији; сер Паломид је учитељ дечацима, на пример, а сатира краљице Моргоз је дужа и мање комична.